# Africephala timaea
Africephala timaea là một loài bướm đêm thuộc họ Gracillariidae. Nó được tìm thấy ở Malawi và Namibia.